# Contea di Rockingham (Virginia)
La contea di Rockingham (in inglese Rockingham County) è una contea dello Stato della Virginia, negli Stati Uniti. La popolazione al censimento del 2000 era di 30 308 abitanti. Il capoluogo di contea è Lebanon.